# 宇宙英雄物語
『宇宙英雄物語』（うちゅうえいゆうものがたり、THE FUTURE-RETRO HERO STORY）は、伊東岳彦による日本の漫画作品。伊東の連載デビュー作である。角川書店『月刊コミックコンプ』において、1988年から1992年まで連載されていたが、角川書店の分裂の際に未完結のまま中断。1995年に集英社『ウルトラジャンプ』で再開され、1996年まで連載された。また、伊東岳彦個人の同人誌において番外編が展開されている。

## 概要
魔法やエーテルの存在する異世界『真なる太陽系』から来た祖父を持つ主人公が、宇宙船“星詠み（フォーチュナー）号”を受け継いで祖父の生まれた世界で悪と戦うファンタジー・スペースオペラで、全編がドタバタコメディで展開される。エドモンド・ハミルトンのSF小説『キャプテン・フューチャー』シリーズへのオマージュ作品であり、往年のスペースオペラ作品のパロディが随所にちりばめられている。
単行本は角川書店コンプコミックスで5巻まで発売された時点で連載が中断し、予定されていた6巻の発売も中止された。連載中断から3年後（コンプコミックス5巻の発売からは4年後）、集英社ホームコミックスで全8巻が発売され完結、その後2003年～2004年にホーム社漫画文庫でディレクターズカット版と称して全5巻が発売された。
イメージアルバムが1989年と1991年に発売。また、ラジオドラマが1992年から1993年にかけて全26話オンエアされた。CDは全て廃盤となっている。
OVA化予定でパイロット版も制作されていたが、角川書店の分裂に伴う連載中断に伴い本作の放送及び公開は実現しなかった。ラジオドラマ版は2度目のOVA化企画とのメディアミックスだったため、OVA化予定だった原作中盤のエピソードがカットされていて、OVAを見ることでストーリーが補完出来る予定だった。
『月刊コミックコンプ』での連載よりも前に、BLACK POINT名義で「数多の星より大切な…」と言う本作のプロローグに当たる作品が、『C-LIVE 4』(夢元社発行、東京創元社発売)に掲載されており、長編作品となる本編は描き下ろしで刊行される予定だったが、『C-LIVE 5』発行後に夢元社が倒産したため実現しなかった。これを再起動したのがコミックコンプ版である。
本作の世界観はToward Star Worldsとして『星方武侠アウトロースター』や『星方天使エンジェルリンクス』に継承された。

## 登場人物
護堂 十字（ごどう ジュージ）
本作の主人公で、クォーターメンのリーダー。フルネームは護堂・トーマス・十字。祖父の遺産を受け継ぐため恒星高校USA分校から日本校に転校してきた16歳の少年。ロジャーと日本人のクォーターで、祖父譲りの赤い髪をしている。星詠み号に乗り、さらわれた咲美を救うため“真なる太陽系”に旅立つ。ロジャーにかけられた呪いを受け継いでおり、世界を滅ぼす元凶とされている。トラブルメーカー体質で、火がついたら止まらない性格がトラブルをさらに拡大させるが、悪運も非常に強く、絶体絶命のピンチをその悪運で切り抜けることもある。年頃の少年らしくかわいい女の子に弱い。幼少期にロジャーの夢物語を聞かされて育ったため宇宙に強い憧れを抱いているが、当初はロジャーが望んでいる「ヒーローになること」や正義・人道より「自分が自由に宇宙を冒険する」ことを優先しており、真なる太陽系がロジャーの敵の支配圏と聞くと行く気は無いと宣言し、行ったら行ったで攫われた咲美を放置して冒険をしようとしていた。武器は呪唱銃。バイクが趣味で、愛車はヤマハ・TZR250。恒星高校では、雷により強制的に陸上部に入部させられた。
名前の由来はサミュエル・ベケットの戯曲『ゴドーを待ちながら』。
椎原 咲美（しいはら さくみ）
本作のヒロイン。聖エルザ学園の中等部から素敵な出会いを求めて恒星高校に進学した16歳の少女。本人は事件に巻き込まれる事を好ましく思っていないが、事が起こると順応は早い。常に十字架を携帯し、事あるごとにお祈りをしている。格闘技マニアで、手より早いと言われる脚技とプロレス技を得意とする。恒星高校ではNo.5の美少女と言われており、陸上部のホープでもある。ゾハルたちによって“真なる太陽系”に連れ去られ、偶然捕らえられていたガーランドと共に逃亡し太陽系警察の一員となる。父はファミリーレストラン“ディリーズ”の社長。
イメージアルバム内でのボイスドラマでは、凄まじく酒癖が悪いことが判明。しかも酔うと紅竜ですら太刀打ちできないほどに戦闘力が増大する（十字が「椎原には逆らわない方がいいぞ」と紅竜にそっと警告したほど）。
ロジャー・アドレアン・グリフィス
クォーターメンのブレーン。十字の祖父で恒星高校の創設者。「キャプテン・ロジャー・フォーチュン」と名乗り、星詠み号と共にブラスに立ち向かった“真なる太陽系”の英雄だったが、50年前、ブラスの手によって子々孫々まで災いを及ぼす呪いをかけられ“こちらの世界”に転送された。その後、巫女であった“こちらの世界”の妻（十字の祖母に当たる）と出会い、息子・千太郎をもうける。星詠み号をブラス達の手から守り、又、元の世界に戻るための方策を求めて、"真なる太陽系"の知識を元にグリフィス財団を設立し、恒星高校を星読み号の基地その他の目的で設立、理事長として財団のトップに就任する。10年前に事故死したと思われていたが、実は脳だけになって生きていた。現在の別名は“アンデッド脳”。星詠み号を十字に託し、クォーターメンの一員として“真なる太陽系”へ帰還を果たす。アメリカ（UKT）出身。
『キャプテン・フューチャー』シリーズに登場するキャプテン・フューチャーおよび“生きている脳”サイモンのパロディ。
アゼル・アズリナ・アゼランディ
クォーターメン。銀髪に赤い肌をした15歳の少女で、一人称を「あたい」と言い男言葉を話す。魔法を守ってきた古代高地民族（ハイランダー）の末裔にして最後の魔女。一族の伝承に従い、世界を滅ぼす赤い髪の少年（＝十字）を抹殺するために日本にやってきた自称「正義の味方」。好戦的な性格で、周りを巻き込んでもおかまいなし。雷撃系の魔法を得意とし、杖の先端の球体を帯電させて発射するドカンボー、眠いけど眠れない苦痛の呪文ヤース・ミン、最期の時に働く自爆魔法メチャ・ゲドンなどの魔法を使いこなす。「魔法使いはメカが嫌い」という教育を受けて育ったため極度のメカ嫌い。体質にも影響しており、メカに触れると力が抜け、魔力が暴走してしまう。十字に助けられたことで惚れてしまい、メカアレルギーを我慢して星詠み号に乗り込む。
最終決戦のゴタゴタで十字たちとははぐれてしまい、後日譚では火星を旅している。魔法が自由に使えなくなったこともあって銃器を使用する様になっていた。
ゴート
クォーターメンで、星詠み号の副操縦士（コ・パイロット）。宇宙レストラン“星雲雀（すたーらーく）”の支店長で、地球の料理界を掌握して全土の農場化を要求する侵略者として登場する。支店開業から55億年、地球誕生前から営業している。身長235cmの人型ロボットだが、本体は衛星軌道上にある全長200kmの球体型宇宙船。天候を操作し、10体の戦闘衛星やレーザー砲を備える等、本来なら人類の科学力では太刀打ち出来ないほどの性能だが、星詠み号とアゼルの魔法の前に敗北して店長資格を剥奪され、レゾンデートルを維持するため十字に仕えることになる。
『キャプテン・フューチャー』シリーズに登場するグラッグのパロディで、名前の由来はSF映画『地球の静止する日』に登場するロボット。
劉 紅竜（リュウ・コウリュウ / リウ・ホンロン）
十字の遠い親戚で自称「十字のライバル」。ブラスに認められるほどの生粋の悪役。中国儀式省の一門、劉の血を受け継いでいるためかプライドが高い。26歳にして数々の博士号を持つノーベル賞クラスの天才だが、真顔で世界征服を唱える奇人変人で、イリノイ大学から追い出される形で恒星高校に赴任する。十字や咲美の1年次の担任である。意外と教師という職務には真面目で生徒想い。女性に優しいフェミニスト。異世界の魔法技術を手に入れるため、ゾハルと手を組んで“真なる太陽系”へ旅立つ。表面上はブラスに仕えるが、世界征服の野望は忘れていない。中国拳法の達人で“真なる太陽系”では魔法も身につけ、自らが編み出した攻撃魔法を「紅竜天才波」と名付ける。最終回では元の世界に帰還、月軌道に大黒竜要塞（見た目はスケールアップした黒竜号）から世界征服を目的とした降伏勧告を宣言していた。
人並み外れた泣き上戸であることがイメージアルバムで判明。
名前の由来は『キャプテン・フューチャー』の仇敵ウル・クォルン。伊東岳彦の別作品である『星方武侠アウトロースター』や原作を手掛けた『ゼーガペイン』で採用された中華風デザインの原型。
ゾハル
十二神官の二位にして女官長（メノマナフ）。“銀の暗黒”の異名を持つ。“真なる太陽系”の火星人で、赤い肌に長い黒髪の眼鏡美女。十二神官は長命のため、実年齢は327歳だがその外見は20代中半程度。ロジャーの持つ秘星球を追って“こちらの世界”にやってきた。地球人に化けて「クララ・J・マーシャンズ」と名乗り、恒星高校の校長となって50年間機会をうかがっていたが、紅竜と共謀して秘星球を奪うことに成功する。理知的だがブラスには心酔しており、忠誠心は絶対である。最終回では紅竜と共に行動している。
雷撃系の魔法を得意とし、魔力はアゼルの100倍。
デュラン・カース
“真なる太陽系”の金星人。人呼んで“鷹の”デュラン。金星に不時着した十字と出会い行動を共にするが、軽い性格の十字とは相性が悪く喧嘩が絶えない。十字のことを馬鹿にして“カラル”（金星に住む赤毛豚の名称）と呼ぶ。垂れ目で右目に眼帯をし、金星人の特徴として長くとがった耳を持っている。額が広いのを秘かに気にしており、十字に「おでこが逆パラボラアンテナ」や「デコピー」と言われて怒り狂う場面が度々ある。一瞬で呪唱銃を細切れにするほどの凄腕だが、女の子に免疫がない。両親と右目の仇としてアークを付け狙うが、実は金星羽根突きの罰ゲーム、一生消えない呪いのスミヌリによる落書きが恥ずかしいと逆恨みしているだけである。愛剣ツィムツムは伸縮自在の霊剣。
名前はアンソニィ・ギルモアのSF小説『太陽系無宿』の主人公〈鷹〉のカースのパロディ。『覇王大系リューナイト』のサルトビの原型となったキャラクター。
アーシア・ルヴァロア・ナカザワード
金星のナカザワード王家に嫁いだステラ公女の娘。聖王家は地球人の3倍から4倍の寿命を持つため、42歳ながら外見は14歳程度である。メイナード王家の霊力を受け継ぎ、太陽系のあらゆる事象を予見する能力を持つ。その力で真実を知りながらも他人を虚仮にして楽しみたいという愉快犯的な思考と欲求が絡み、「十字が“真なる太陽系”を滅ぼす」と嘘の予言をした。仮病を使った抜群の演技力で人を乗せるのが得意。十字とは違った意味でのトラブルメーカーで、恐怖と紙一重の快感を求めている。十二神官に匹敵する魔力を持ち、変わり身の術や移声（うつせみ）の術を使って相手をおちょくるのが大好き。
ブラス・マナフ
「星海王」を名乗り、絶対的なカリスマで十二神官を束ねる混沌の長。マナフは役職名と共に姓でもある。ロジャーに呪いをかけ、“こちらの世界”に追いやった張本人。秘星球を手にし、法の七王家と地球を滅ぼそうとしている。数百年前、占王星の大気に肌を焼かれ、スーツなしでは生きられない体になったため常に宇宙服のようなスーツを着用している。
アーク・マナフ
十二神官が一位の司祭長（マナフはブラスと同じく姓でもある）。ハドゥル、ウルトと3人一組で扱われている。間の抜けたセコイ性格で地位や名誉、金に弱い。魔力はウルトの10倍だが呪文の詠唱が遅い。赤い肌をしている。
『星方武侠アウトロースター』のアニメ版第23話にゲスト出演する。
ウルト
十二神官の五位にして水護長（カーヤア）。火星の水源地、特に温泉の守護を司るカーヤア王家出身で無類の温泉好き。1日に5～7回の入浴を求め、お風呂に異常な執念を燃やす。魔力はゾハルより数段上ながら、その性格のため官位が低い。早口言葉太陽系チャンピオンで、アークの10倍の詠唱速度から水撃魔法アサ・シャーンや温泉を出す魔法を使う。考えが甘いことを「お汁粉頭」と表現する。
『星方武侠アウトロースター』のアニメ版第23話にゲスト出演する。
ハドゥル
十二神官の四位にして隠者長（ハーミスラ）。宝玉戦争の際、肉体年齢を加速され老人の姿になった。若い頃から好色で、老人になっても衰えは見せない。『星方武侠アウトロースター』のアニメ版第23話（TV未放映）にゲスト出演する。
エディ・ガーランド
太陽系警察のエリート特務官。地球人。"死神の盾"の異名を持ち、手近な人間を盾にする戦術を得意とする非情な性格。咲美に「正々堂々と戦え」と言われた。普段は空気の読めないカラオケ好きの中年で、口髭がトレードマーク。1年以上の間混沌の勢力に捕らえられていたが、咲美と共に逃亡、戦線復帰する。愛機は最新式の小型宇宙船・聖闘士号。
『キャプテン・フューチャー』シリーズに登場するエズラ・ガーニーのパロディ。
雷 隼人（いかずち はやと）
恒星高校の教員で陸上部の顧問。スキンヘッドでマッチョな体型。恒星高校の教員らしく騒動好きの性格で、「面白い」と言う理由で十字を強制的に陸上部に入部させた。富士山麓にある辺鄙な村が故郷だが、実家の家族含めた村民は怪しげな宗教を奉じている。雷は実家に帰っても寝ているだけなので全く知らなかった。
『キャプテン・フューチャー』シリーズに登場するオットーのパロディ。
アゼルパパ
アゼルの父で、一族の伝承を全て知っている凄腕の魔法使い。アゼル同様赤い肌をしているが髪は黒い。ドカンボーより強力なアドバンスド・ドカンボーを使い、アゼルと同じく周囲を巻き込んでもおかまいなし。
ステラ・ドゥワード・ナカザワード（旧名ステラ・メイナード）
“真なる太陽系”で50年前ロジャーと恋仲にあった、火星のメイナード公国の第一公女。金星のナカザワード王国に嫁ぎ王妃となった。メイナードの姫は処女性の中に力を発揮する予知能力があり、現在は娘のアーシアに受け継がれているが、当のアーシアの愉快犯的な気性に頭を悩ませている。101歳（外見は33歳程度）。
旧名の由来は『赤毛のアン』に登場するアンの親友ステラ・メイナード。
護堂・ジェイムズ・千太郎（ごどう・ジェイムズ・せんたろう）
ロジャーの息子で十字の父。ロジャーが彼を呼ぶ時の愛称はジム。彼もまた呪いを受け継いでおり、アゼルパパに命を狙われる。十字と違い非科学的な話を受け付けない堅物で、愚か者の現実逃避を否定するためとして怪奇現象の研究を続けて世界を廻っているため、初登場時にも十字とは3年間会っていなかった。しかし、心の奥底では英雄を夢見続けている。最終回に登場した妻（恒星高校の理事長）は逆にそういったトンデモネタが大好物。

## 宇宙船
星詠み号（フォーチュナーごう）
1940年、“真なる太陽系”で当時最高の部品を搭載し、法の精霊石“テ・オ・カロア”を魔法力源として製造された涙滴型宇宙船。その形状は、「ラッキョ」「マヨネーズ容器」などと揶揄される。全長23.2m、最大径8.0m。本気で使えば月をも破壊する精霊砲（アーソナーガン）を搭載し、エーテルリアクターを推進機として15日間で太陽系を横断するほどのスピードを発揮する。50年経った今でも太陽系最高クラスの性能を誇る。自我を持っており会話も出来る。元々はロジャーの愛機で恒星高校のグラウンドに封印されていたが、ロジャーの遺言により封印は解かれ十字に受け継がれる。
『キャプテン・フューチャー』シリーズに登場する、キャプテン・フューチャーの愛機コメット号のパロディ。
黒竜号（コクリュウごう）
紅竜が打倒星詠み号を目的として開発した小型宇宙船。誘拐してきた一流の技術者と、恒星高校の運営費を横領した資金で製造された。外装は星詠み号を模しているが、技術者たちには「凶悪なデザイン」と言われた。重力制御エンジンを備えているものの、短時間で作動臨界を迎え自爆するなど試作機故の問題点は多い。30mm機関砲、黒竜リニアガン、黒竜ミサイル、黒竜重力弾などを搭載。人工知能も搭載しているが、反重力モーターの磁気によりすぐフリーズしてしまう。4本の腕（アーム）を備えており近接格闘戦も可能。ただし足は未装備。このアイディアは『星方武侠アウトロースター』にグラップラーシップとして受け継がれた。“真なる太陽系”では2号機が製造され、魔法技術によるものか作動臨界問題が解決されている。
魔王号（まおうごう）
ブラスの乗る水平円柱型巨大宇宙戦艦。“テ・オ・カロア”と互角の能力を持つ混沌の精霊石“バ・ラム・アハウ”を搭載しており自我を持っているが、気位が高くブラス以外には従わない。最新鋭の戦艦を一撃で沈黙させる最新兵器“神罰砲（パニッシャー）”を搭載している。
聖闘士号（ガリバルディごう）
ガーランドの乗る太陽系警察の小型宇宙船。流線型のデザインで、星詠み号を上回る加速力を実現するエーテルリアクター・スーパーチャージャーを搭載している。主力兵器は聖縛砲（ホーリーブレッド）。

## 用語集
クォーターメン
星詠み号に乗る十字、ロジャー、アゼル、ゴートの4人のこと。作中ではこの言葉は登場しない。名前は、CDドラマ第一作中のロジャーの台詞「半人前というか1/4人前というか、4人いればそのうち何とかなる」から由来する。
『キャプテン・フューチャー』シリーズのフューチャーメンのパロディ。
真なる太陽系
ロジャーの故郷で物語後半の舞台。パラレルワールドとされている。精霊に満ち、エーテルが存在する異世界の太陽系。惑星軌道は“こちらの世界”と変わらないが、第十惑星・占王星が存在し、占王星以外の全ての惑星が人類の居住出来る環境である。ダイスで出た目で運命が決まるという魔法もある。“こちらの世界”の現代科学を上回る技術がありながら、絶対的なカリスマを持った王族や空中に浮かんだ王都など中世的な文化が残っており、法（ロー）と混沌（カオス）、善と悪という図式で単純化された世界。陣営としては善悪に分けられているが、混沌の陣営であっても咲美に魔法を懇切丁寧に指導した神官や、警察官のくせに人質を取って脅迫するガーランドなど、個人レベルでは印象が逆転している例も多い。火星と金星の王家はこの宇宙の理に深く関わっており、冥王星は刑務所になっている。小惑星帯（アステロイド・ベルト）は異常な高密度で、小惑星にも重力や空気があり、奥には宇宙鉱山や無法者の集うコロニー、宇宙サルガッソーなどがある。
攻撃や回避に「当たり判定」があり、ダイスロールの魔法「チンチロリン」で向上させることが可能。また、宇宙船が小惑星に激突して爆散したとしても搭乗者は生きているなど、ご都合主義な世界観はゴートに疑問を生じさせる。元の世界で十字は悪運で助かったとはいえ、度々入院しており、担当医は身体の温存を諦めてロジャー同様のカンテラ人間にする提案をしていた。
秘星球（ひせいきゅう）
「やがて目覚めし時、契約を結ぶ者、精霊束ねる王となろう」と伝えられる火星古王朝最大の神秘。遥か太古、星々に精霊が宿った時、目覚めなかった最古の星の精霊がやがて宝玉となったもの。神話の産物と思われていたが60年前に発見された。聖王家が法と混沌の二極に分かれ、その力を巡って宝玉戦争を起こすことになる。ロジャーはこの戦争で活躍し英雄となった。50年前、ロジャーと共に“こちらの世界”に転送される。英語では“スターストーン”、神官語では“ルーハー”と言う。こちら側世界ではロジャーの手に拠って「十字が“密かに持ち出し、咲美にプレゼントした”ぬいぐるみ」に秘匿されていた事から咲美が今回の事件に巻き込まれる切っ掛けとなってしまう。
地球（バオル）
“真なる太陽系”では19世紀から“こちらの世界”と異なる歴史を歩み始める。トーテミズムによる新政府“アメリカ精霊連合王国（ユナイテッドキングダム・オブ・トーテムズ、UKT）”が誕生し、燃素フロギストロン（フロギストン説をベースにした架空の物質）やエーテルの研究が進み、さらに呪符金属工業の発展により20世紀初頭には木星や土星に宇宙船が送られるようになった。日本はUKTの属州になっている。物語の舞台としては登場しない。
金星（シェキナー）
凶暴な金星ダコ（密林ダコ）やドラゴンのような生物の生息する密林や、混沌の勢力が要塞とする古王朝の遺跡、ナカザワードの王都などがある。
火星（クロム）
“真なる太陽系”の謎に深く関わる火星古王朝の遺跡が残されている。ブラスの要塞やアシュアリーの王都がある。赤色人と呼ばれる赤い肌の民は火星の王家に特有のもの（火星の王家全てが赤色人という訳ではない）。
エドガー・ライス・バローズのSF小説『火星のプリンセス』のパロディ。
占王星（クラートゥ）
“真なる太陽系”の第十惑星。太古の精霊が眠っており、“真なる太陽系”の謎を解く重要な鍵である。聖王家が禁忌とする祭壇があり、ブラスはそこで何かを見、混沌に傾倒した。地球人は“フォーチュナ”と呼び、星詠み（フォーチュナー）号はこれにちなんで名付けられた。
「クラートゥ」の名前の由来は1951年のSF映画『地球の静止する日』の主人公で、秘密の呪文“Klaatu barada nikto.（クラートゥ・バラダ・ニクタ）”も登場する。
聖王家
古王朝の末裔にして太古より封印された秘儀を守る、火星と金星の十九王家。宝玉戦争の際、星海王ブラス率いる混沌の十二王家と栄光王アシュアリー率いる法の七王家に分裂し、混沌の8神官と、メイナードを含む法の数王家が滅亡した。地球人の数倍から十数倍の長い寿命を持ち、絶対的なカリスマで民衆を扇動する。かつては二十王家であったが、遥か昔に占王星の禁忌に触れた一王家が滅ぼされたとされている。
十二神官
混沌の十二王家から選ばれた、強力な魔力を持つ12人の司祭（ビショップ）。一人で一軍に匹敵すると言われている。宝玉戦争で8人が死亡。アーク、ハドゥル、ウルトと、異世界での任務に就いていたゾハルの4人が生き残った。ブラスへの忠誠心は絶対。
火星古王朝（ウ・ウク・ソウン）
3万年前に存在した火星の王朝。金星にも同様に古王朝が存在した。聖王家はこれら古王朝の末裔である。いくつかの遺跡が残され、聖王家に秘儀が伝承されている。ブラスは遺跡の一部を要塞とし、太古の精霊の封印を解く鍵があるとされている遺跡の謎を探っている。
聖ホルト
善悪を越えた存在にして法と混沌の調停者。小惑星帯の奥の小惑星から太陽系を見守る。ロジャーに法の精霊石“テ・オ・カロア”を、ブラスに混沌の精霊石“バ・ラム・アハウ”を与えた。
精霊石
エーテルを感知する力があるため、超流体駆動機（エーテルリアクター）の要として宇宙船に搭載される、霊力を秘めた鉱石。精霊砲の魔法力源としても利用される。意志を持っているのは、星詠み号の“テ・オ・カロア”と魔王号の“バ・ラム・アハウ”のみ。ちなみに、宇宙船が涙滴型など流線型の形状をしているのは、エーテルに対する抵抗を軽減するためである。
呪唱銃（スペルガン）
“真なる太陽系”ではメジャーな武器で、十字も使用する。魔法を装填して発射することができる拳銃のような武器。基本的な攻撃魔法なら何でもチャージできるが、チャージした魔法を使い切ると儀式装填（インダクト）で再装填する必要がある。儀式装填に時間がかかるのが欠点で、十字はこれを「しち面倒くさい弾込め」と言った。
この問題を解決するために呪文を弾丸型カートリッジに別途封入する方式が編み出されるが、こちらは使い手に魔法の素養を要求しない代わりにカートリッジに儀式装填する術者によって威力が左右される。宇宙船に応用したのがエーテルリアクター・スーパーチャージャーである。
エーテルリアクター・スーパーチャージャー
宇宙船を始めとする乗り物の加速呪文と魔力をカートリッジ化して利用するシステム。最新型の聖闘士号のそれは星詠み号に匹敵する加速力を誇るが燃費は悪い。
精霊砲（アーソナーガン）
精霊の力で量子レベルの全ての運動を制御する、別名「マクスウェルの悪魔砲」。力場が曲がり、障害物を回避しながら目標を追跡する。180度後方の目標に発射することも可能。星詠み号の主力兵器で、王国宇宙軍の宇宙船にも搭載されている。星詠み号の物は本気で使うと月をも吹き飛ばす威力。
神罰砲（パニッシャー）
魔王号に搭載された最新兵器。その実体は宗派を問わずご神体とされている像を砲弾として撃ちだすというもの。実体弾ゆえに迎撃は可能だが、そうすると神体を破壊したことによる「神罰」が下される。これは命中した場合も同じで、発射した側が祟られないようにする対抗呪文の詠唱に時間がかかるのが欠点。
下僕アンテナ
紅竜が開発した脳波コントロール装置。当初は金星ダコを操っても飼いならしていた十字に洗脳が破られる程度の効果だったが地道に改良を重ねており、ストーリー終盤になると完成させたFX型コントローラーで魔王号をクルーごと乗っ取った。
星雲雀（すたーらーく）
人々に幸せを齎す為、「全てのものに食を与えん」というスローガンの元に営業可能な星系を求めて宇宙を彷徨う、超科学によって作られた機動外食産業。一時期十字がバイクの修理費を稼ぐためにバイトをしていた。全宇宙規模のレストランチェーンで、ゴートはその支店長として55億年前に製造された。他にも何兆という支店が生み出されたが、ゴートは他の支店や本社と連絡を取る事が出来ない。本社一号店は137億年前のビッグバンの際に滅びたとも言われる伝説の存在であり、“真なる太陽系”の占王星にある「秘星球」とは一号店の中枢ユニットの事。転移事故によって“真なる太陽系”の過去に飛んでしまった千太郎と出会い、その秘めた欲望を元に『英雄の存在する世界』を創造した。
すかいらーくと、E・E・スミスのSF小説『宇宙のスカイラーク』をひっかけたパロディであり、設定的にはフレッド・セイバーヘーゲンの「全ての生命に死を与える」無人機械兵器『バーサーカー』が元。ゴートの言及した「グッドライフ」も『バーサーカー』からの引用である。
私立恒星高校（しりつこうせいこうこう）
グリフィス財団旗下の私立学校法人。十字や咲美達の通う高校で物語前半の舞台。住所は東京都中野区茅古町1-1-1。グラウンドに星詠み号が封印されている。ロジャーが創立した、海外に三つの分校を持ち大学並の施設を所持する。全校生徒、全教員がハイテンションでお祭り好き。騒動があれば報道部や映画研究会が駆けつけ、話が脱線すると演劇部が盛り上げ、面白いという理由で十字に付きまとい、女生徒たちは「物語はヒロインを交えて盛り上がるべき」としてヒロインの座を射止めるべく十字にアプローチをかけ、更に戦闘時にはサバイバル研究会が戦術を担当する。
星詠み号を真なる太陽系に送り出す際にアゼルパパの指示から魔法陣を書き換え、学校ごと真なる太陽系の火星辺境に飛ばされ十字の父 千太郎と20名の生徒が行方不明となった。
聖エルザ学園（セントエルザがくえん）
伊東岳彦が挿絵を担当し、漫画版も担当した『聖エルザクルセイダーズ』と同じ世界観のため友情出場した。日本最古のミッション系学園で、『聖エルザクルセイダーズ』では共学になったが本作では女子校のまま（“聖エルザ事件”は本作の1年前の出来事の時間設定）である。恒星高校へ昼休みに遊びに来られる程度の距離にあり、『聖エルザクルセイダーズ』に登場する白雪和子がゲスト出演する。咲美は聖エルザ中等部出身で、そのためか非常に信心深い。
SCEBAI
同じ世界に存在する、笹本祐一の小説『ARIEL』に登場する、もう一つの巨大な力の筈の「国立科学研究所」。本作中で富士樹海中に秘匿されていた本組織はある事件に因り壊滅した。

## コミックス
角川書店コンプコミックス、未完。
- 第1巻　1989年6月刊行　ISBN 4-0471-3001-X　
- 第2巻　1989年12月刊行　ISBN 4-0471-3011-7
- 第3巻　1990年12月刊行　ISBN 4-0471-3023-0
- 第4巻　1991年7月刊行　ISBN 4-0471-3028-1
- 第5巻　1991年12月刊行　ISBN 4-0471-3035-4

ホームコミックス
- 第1巻　1996年2月刊行　ISBN 4-8342-3111-9　
- 第2巻　1996年2月刊行　ISBN 4-8342-3112-7
- 第3巻　1996年3月刊行　ISBN 4-8342-3113-5
- 第4巻　1996年4月刊行　ISBN 4-8342-3114-3
- 第5巻　1996年5月刊行　ISBN 4-8342-3115-1
- 第6巻　1996年6月刊行　ISBN 4-8342-3116-X　
- 第7巻　1996年7月刊行　ISBN 4-8342-3117-8
- 第8巻　1996年10月刊行　ISBN 4-8342-3118-6

ホーム社漫画文庫ディレクターズカット版
- 第1巻　2003年11月23日刊行　ISBN 4-8342-7284-2　　解説：介錯
巻末にはパイロット版「数多の星より大切な…」が収録されている。
- 第2巻　2003年11月23日刊行　ISBN 4-8342-7285-0　　解説：堺三保
- 第3巻　2003年12月17日刊行　ISBN 4-8342-7286-9　　解説：萩原一至
- 第4巻　2003年12月17日刊行　ISBN 4-8342-7287-7　　解説：唯登詩樹
- 第5巻　2004年1月21日刊行　ISBN 4-8342-7288-5　　解説：上遠野浩平
巻末にはアゼルの後日譚「AZELL RETURN OF THE FUTURE-RETRO HERO STORY」が収録されている。

海外での展開
集英社ホームコミックス版は台湾の大然出版が集英社から正式に認可を受け繁体字中国語版を出版していた。単行本は同じタイトルで全8巻刊行されたが、出版社の倒産により現在は廃版されている。

## イラスト集
『Takehiko Itoh Illustrations TAKE OUT 伊東岳彦『宇宙英雄物語』の世界』
ホーム社、1997年、ISBN 4-8342-3166-6
巻中には32Pの外伝コミック「ウルト様 邪教の里温泉大作戦」収録されている。

## ラジオドラマ

### 放送日時
- KBS京都 1993年10月5日～1994年3月29日 毎週月曜日 23:40～23:55（『冨永みーなのKBS京都はいぱぁナイト』内）
- 栃木放送 1993年10月4日～1994年3月28日 毎週日曜日 21:25～21:40
- 大分放送 1993年10月5日～1994年3月29日 毎週月曜日 21:40～21:55
- 東海ラジオ 1993年10月9日～1994年4月2日 毎週金曜日 23:40～23:55

### パーソナリティ
- 冨永みーな

### サブタイトル
- 第1話 「大いなる遺産」
- 第2話 「遥かなる世界」
- 第3話 「非凡な日々」
- 第4話  「悪の天才」
- 第5話 「ドラゴンファイト」
- 第6話 「悩める魔法少女」
- 第7話 「狙われた秘星球」
- 第8話 「めざせ!真なる太陽系」
- 第9話 「混沌の陣営」
- 第10話 「決戦!金星上空」
- 第11話 「金星の大魔境」
- 第12話 「鷹の騎士」
- 第13話 「大暴れ金星ダコ」
- 第14話 「導かれし伝説Ⅰ」
- 第15話 「導かれし伝説Ⅱ 邪神の花嫁」
- 第16話 「意外なる再会」
- 第17話 「さすらいのサーカス修行」
  - 特別編 「金星のプリンセス」（ラジオドラマCDシリーズ ACT.2に収録。）
  - 外伝 「驚異の音楽魔人」（ラジオドラマCDシリーズ BGM COLLECTION PLUS SPECIAL DRAMAに収録。）
- 第18話 「運命の聖王女」
- 第19話 「乱戦!御前サーカス」
- 第20話 「英雄伝説」
- 第21話 「星の瞳」
- 第22話 「魔王号､接近遭遇!」
- 第23話 「乙女の祈り」
- 第24話 「善悪集結」
- 第25話 「霧の中の死闘」
- 第26話（最終話） 「新たなる英雄」

### オープニングテーマ
- 横山智佐「もしかしちゃうかも知れない」

### スタッフ
- シリーズ構成:とまとあき、千葉克彦
- 脚本:千葉克彦（#1~6,9,10,16,17,特別編,19,20,24,25,最終話）、隅澤克行（#7,8,13,18.22）、関島眞頼（#11,12,21,23）、とまとあき（#14,15,外伝）
- 音響演出:岩浪美和
- 効果:佐々木純一
- 音楽:大野雄二、田中公平
- 音響制作:HALF HP
- 企画・製作:メディアリング

## イメージアルバム
ワーナーパイオニアから3枚のCDがリリースされている。構成・脚本・演出はとまとあき。
- 『宇宙英雄物語』 (1989)…オリジナルドラマとキャラクターソング、大野雄二作編曲によるメインテーマとインスト曲を収録。
- 『宇宙英雄物語　冒険編』 (1991)…イメージアルバム続編。ドラマ部分は一部キャストが変更されている。
- 『宇宙英雄物語　満漢全席』…新録ドラマ＋前2枚のイメージソングのカラオケ集という構成。

## キャスト
2枚目のイメージアルバムが出る時に変更になったキャストと、ラジオドラマ化される時に変更になったキャストがいる。当初はOVAが企画されてパイロットフィルム迄作られていたが、角川書店の分裂により公開中止となった。主人公側の声優変更は、このOVA版でも採用されていた配役である。
- 護堂十字（イメージアルバム1、2版松野太紀→ラジオドラマ版草尾毅）
- 椎原咲美（イメージアルバム1版林原めぐみ→イメージアルバム2版横山智佐）
- ロジャー（イメージアルバム1版広川太一郎→イメージアルバム2版小川真司）
- アゼル（イメージアルバム1、2版富沢美智恵）
- ゴート（イメージアルバム1、2版玄田哲章）
- 劉紅竜（イメージアルバム1、2版小杉十郎太）
- ゾハル（イメージアルバム2版篠原恵美→佐久間レイ）
- ガーランド（イメージアルバム2版青野武）
- 星海王ブラス（イメージアルバム2版青野武）
- 星詠み号（イメージアルバム1、２版小杉十郎太→梅津秀行）
- アーク（関俊彦）
- ウルト（久川綾）
- ハドゥル（北村弘一）
- デュラン（松本保典）
- ステラ（イメージアルバム2版岩男順子）
- アーシア（イメージアルバム2版藤枝成子）
- アラン（中村大樹）
- ルローレ（冨永みーな）
- 平田公中（田中公平）
- 平田綾子（久川綾）
- 生徒（伊東岳彦）
- イメージアルバム１ナレーション：広川太一郎